# Nikki Hiltz
Nikki Hiltz (Santa Cruz, 23 de octubre de 1994) es una deportista estadounidense que compite en atletismo, especialista en las carreras de mediofondo.
Ganó una medalla de plata en el Campeonato Mundial de Atletismo en Pista Cubierta de 2024 y una medalla de oro en los Juegos Panamericanos de 2019, ambas en la prueba de 1500 m.
Estudió Sociología y Justicia Criminal en la Universidad de Arkansas. Se identifica como persona transgénero no binaria.

## Palmarés internacional
| Campeonato Mundial en Pista Cubierta | Campeonato Mundial en Pista Cubierta | Campeonato Mundial en Pista Cubierta | Campeonato Mundial en Pista Cubierta |
| Año                                  | Lugar                                | Medalla                              | Prueba                               |
| ------------------------------------ | ------------------------------------ | ------------------------------------ | ------------------------------------ |
| 2024                                 | Glasgow (Reino Unido)                | Medalla de plata                     | 1500 m                               |
| Juegos Panamericanos                 |                                      |                                      |                                      |
| Año                                  | Lugar                                | Medalla                              | Prueba                               |
| 2019                                 | Lima (Perú)                          | Medalla de oro                       | 1500 m                               |